# Вафиадис, Маркос
Ма́ркос Вафиа́дис (греч. Μάρκος Βαφειάδης, 28 января 1906, Тосья, Османская империя — 22 февраля 1992, Афины, Греция) — один из руководителей Коммунистической партии Греции и греческого Сопротивления против тройной германо-итало-болгарской оккупации 1941—1944 гг. Под его командованием части Народно-освободительной армии Греции (ЭЛАС) освободили в октябре 1944 года главный город греческой Македонии — Салоники.

## Биография
Родился в семье патриотически настроенного учителя и мелкого торговца Янниса Вафиадиса (умер в 1917, мать умерла в 1920)). Вырос в условиях лишений и бедности. Окончив начальную школу, на этом закончил образование. После изгнания греков из Малой Азии прожил год в Стамбуле, продавая на улицах булочки и апельсины. В 1923 году попал в Салоники как беженец по греко-турецкому обмену населениеми, где работал официантом, а в 1924 году отправился в Кавалу табачным продавцом. 
С 1924 года был активистом Федерации коммунистической молодежи Греции (греческого комсомола; ОКНЕ), с 1928 член коммунистической партии (КПГ). С установлением диктатуры Метаксаса («режима 4-го августа») за свою политическую деятельность был арестован и в 1932 году отправлен во внутреннюю ссылку на остров Айос-Эфстратиос, откуда бежал уже через месяц.  Вёл подпольную партийную работу на Крите, 28 июля 1938 года возглавил в Ханье антидиктаторское восстание, после подавления которого переехал в Афины, снова был арестован, заключен в тюрьму, а затем сослан на остров Гавдос.
В мае 1941 года, после начала нацистской оккупации Греции, бежал с другими заключёнными с острова Гавдос и занялся организацией антифашистского Сопротивления на Крите, в Афинах, Салониках и остальной греческой Македонии. В 1942 избран в ЦК КПГ и возглавил региональные македонские части ЭЛАС. 30 октября 1944, после вывода немецкой армии и боев против батальонов безопасности, он вошел в качестве освободителя в Салоники со своими партизанами. В ноябре того же года его силы освободили Центральную Македонию и таким образом спасли от уничтожения нацистами тысячи греческих евреев. Тогда же отказался выполнить приказ Ариса Велухиотиса, одного из лидеров ЭЛАС, об атаке британских частей, высадившихся в Греции.
В октябре 1946 возглавил командование Демократической армии Греции (ДАГ) во время гражданской войны в стране (1946—1949 гг.). С 24 декабря 1947 по 7 февраля 1949 был председателем и министром обороны Временного демократического правительства. Его разногласия с генсеком компартии Никосом Захариадисом по вопросам военной стратегии привели к тому, что в августе 1948 года он был отстранён от непосредственного командования ДАГ, а в январе 1949 — снят со всех постов. В октябре 1950 года, уже в эмиграции, его исключили из компартии за отстаивание идеи продолжения партизанской войны. В партии был сторонником национализации только монополий и крупных компаний.
После поражения в гражданской войне эмигрировал в Советский Союз. Жил с семьёй (взял себе имя «Иван Васильевич Кулиев», женился в СССР на женщине по имени Зина; сыну дали имя Владимир) в Пензе, работал на Пензенском часовом заводе. В послесталинское время, в 1956, был восстановлен в партии и избран в состав Политбюро ЦК КПГ, но вновь снят со своих партийных должностей в январе 1958 года и повторно исключён из компартии в июне 1964 года из-за своего несогласия с решением о роспуске подпольных организаций партии в Греции. Однако после раскола КПГ в 1968 году еврокоммунистическое крыло — Коммунистическая партия Греции (внутренняя) — вернула ему членство.
Вернулся в Грецию после 33-летнего изгнания 25 марта 1983 года, поселился на острове Хиос, где работал над своими мемуарами. В 1984 году встретился со своим давним противником в гражданской войне генералом Трасивулосом Цакалотосом, с которым они сошлись на необходимости национального примирения. В то же время он подчеркивал важность объединения двух компартий и мобилизации всех левых и прогрессивных сил страны.
Стал политическим союзником Андреаса Папандреу, в мае 1984 года участвовал в качестве почётного гостя на первом съезде Всегреческого социалистического движения (ПАСОК), позже стал членом партии и вошёл в ЦК ПАСОК; в ноябре 1989 и апреле 1990 года избирался в парламент по спискам партии, однако продолжал идентифицировать себя как коммуниста.
Когда ему было присвоено звание генерал-лейтенанта греческой армии, это вызвало бурную реакцию со стороны партии «Новая демократия» и ультраправых кругов.
В своём последнем интервью, уже после распада СССР, заявил, что коммунизм – это не химера, при этом назвал Никоса Захариадиса «негодяем».